# Два глаза, двенадцать рук
«Два гла́за, двена́дцать рук» (хинди दो आँखें बारह हाथ, Do Aankhen Barah Haath, англ. Two Eyes, Twelve Hands) — индийская криминальная комедия, снятая режиссёром Раджарам Ванкудре Шантарамом в 1958 году. В 2005 году фильм вошёл в число «25 фильмов Болливуда, которые необходимо посмотреть».

## Сюжет
На молодого тюремного надзирателя Адинатха нападает заключённый Кишан, но тот вместо наказания разрешает Кишану видеться с детьми. Тогда начальство разрешает Адинатху взять с собой шестерых заключённых-убийц и поселиться с ними на заброшенной ферме. Адинатх мечтает, что они восстановят ферму, будут обрабатывать землю, собирать урожай и зарабатывать на жизнь. Однако с первого дня всё пошло не так, когда с фермы сбежал повар и Адинатху пришлось на всех готовить самому.

## В ролях
| Актёр                      | Роль            |
| -------------------------- | --------------- |
| Раджарам Ванкудре Шантарам | Джайлер Адинатх |
| Сандхья                    | Чампа           |
| Ульхас                     | Шанкер Пасси    |
| Б. М. Вьяс                 | Джалия Най      |
| Пал Шарма                  |                 |
| С. К. Сингх                |                 |
| Гаджендра                  |                 |
| Чандаркар                  |                 |
| Тьяградж                   |                 |
| Аша Деви                   | мать Инмата     |

## Награды и номинации
- «Золотой глобус»
  - 1959, номинация на «Награду Сэмюэля Голдвина»
- Берлинский кинофестиваль
  - 1958, номинация на «Золотой медведь» (Раджарам Ванкудре Шантарам)
  - 1958, награда «Серебряный медведь» (Раджарам Ванкудре Шантарам)
  - 1958, награда OCIC Award (Раджарам Ванкудре Шантарам)
- Национальная кинопремия
  - 1958, лучший фильм на хинди

## Саундтрек
- Aye Maalik Tere Bande Hum — Лата Мангешкар
- Tak Tak Dhum Dhum — Лата Мангешкар
- Ho Umad Ghumad Kar Aayi Re Ghata — Лата Мангешкар, Манна Дей
- Sainyya Jhoothhon Ka Bada Sartraj Nikala — Лата Мангешкар
- Main Gaaun Tu Chup Ho Ja — Лата Мангешкар